# Bede BD-6
Le Bede BD-6 est un avion monoplace de sport américain destiné à la construction amateur.
Développé en 1973, cet appareil qui effectua ses premiers vols en 1974 constituait en fait une évolution monoplace du BD-4. C’était donc un monoplan entièrement métallique à aile haute et train fixe. Doté d’un train tricycle, le prototype reçut une motorisation inspirée du BD-5, un Hirth de 55 ch entraînant l’hélice au moyen d’une courroie avec un facteur de réduction de 0,5. Totalisant environ 160 heures de vol, le prototype fut sévèrement endommagé à Saint-Louis, Missouri durant les inondations de 1993. Depuis il est en cours de restauration par Bede Corp, qui a finalisé simultanément les liasses. Dans un communiqué de presse daté du 29 janvier 2010 Jim Bede a annoncé que les plans et les pièces nécessaires à la construction de l’appareil étaient disponibles, les moteurs recommandés étant soit le HKS-700 de 60 ch soit le Jabiru 80 ch.
Cet appareil qui fait largement usage d’éléments de construction des BD-4 et BD-17 est en fait assez proche du BD-17 à aile basse mais devrait demander un temps de construction plus important selon le site internet de Bede Corp. 